# Sobolevskij rajon
Il Sobolevskij rajon è un rajon (distretto) del kraj di Kamčatka, nella Russia estremo orientale. Il capoluogo è la cittadina di Sobolevo.